# MP 38

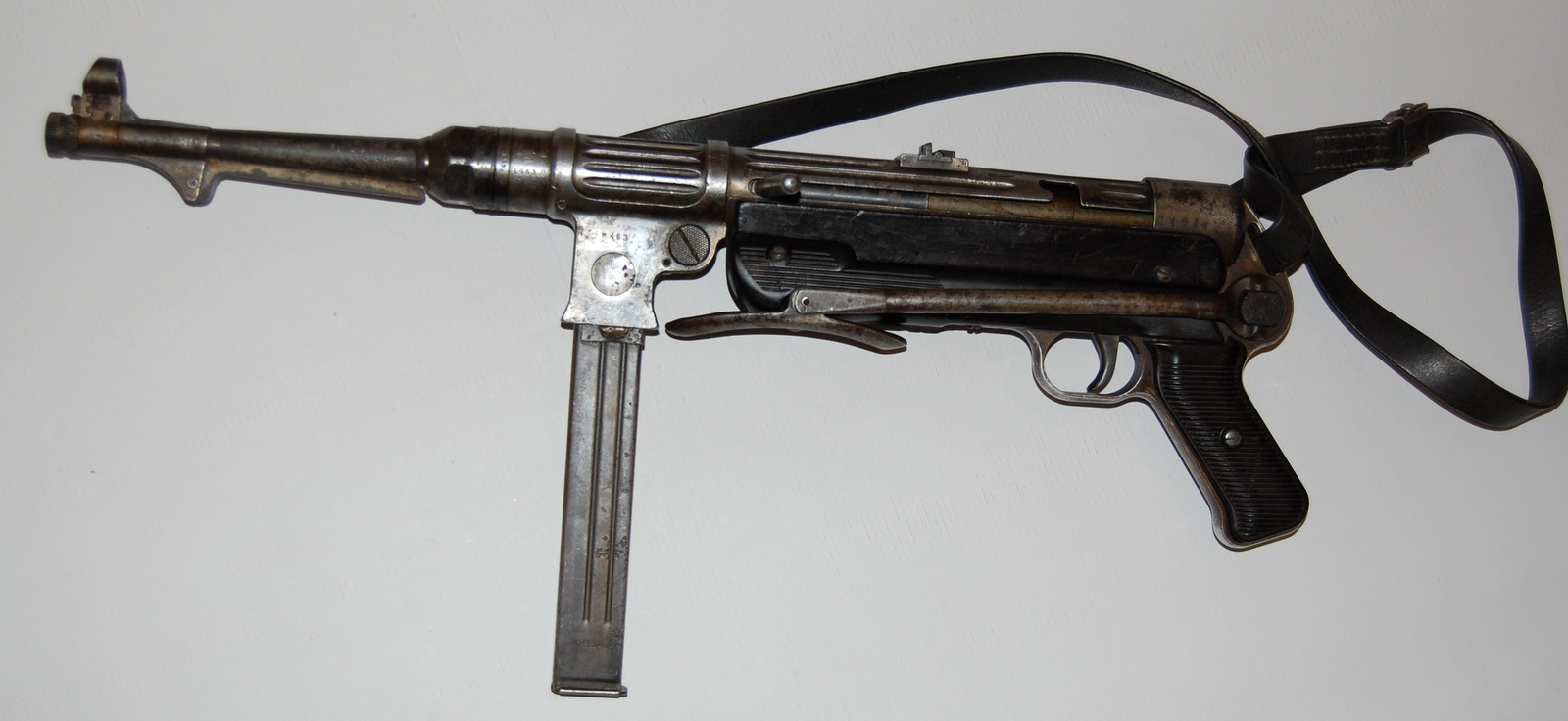

MP38은 독일군이 1938년 만든 기관단총이다. 전쟁 직전 만든 총으로 기존 독일의 기관단총보다 월등히 뛰어났으나, 잦은 탄걸림 현상과 방아쇠를 놓아도 볼트가 자꾸 후퇴하여 고장나는 현상이 있었다. 이후 1940년 독일은 MP 40을 만들어 문제점을 해소하였다. 외관상 MP 38과 MP 40은 구분하기 힘들다.